# Cimetière Saint-Pierre (Aix-en-Provence)
Pour les articles homonymes, voir Cimetière Saint-Pierre.
Le cimetière Saint-Pierre est un cimetière d'Aix-en-Provence ouvert en 1824, situé dans le quartier Saint-Pierre. Un cimetière juif et un cimetière protestant se trouvaient déjà à cet emplacement et ont été intégrés au nouveau cimetière, beaucoup plus vaste. La translation des dépouilles et monuments se trouvant autour des églises d'Aix fut effectuée en 1837. Il est célèbre pour accueillir les tombes de Cézanne, de Darius Milhaud et d'autres artistes de Provence. son entrée principale est située sur sa face Est, rue des Déportés de la Résistance aixoise, et une entrée secondaire se trouve sur sa façade Sud, traverse Saint-Pierre. Là se trouve également l'unique entrée du cimetière juif qui demeure séparé du reste par un mur.

## Description
Certaines tombes déplacées en 1837 sont anciennes. Le cimetière juif comporte des pierres rapportés de cimetières d'Afrique du Nord. 
L'architecture de certaines tombes est intéressante, depuis celle de la famille L. Louis Gautier qui fait penser à une petite basilique orthodoxe jusqu'à celle du sculpteur Jean Amado qui comporte une œuvre originale, sorte de gros galet dans lequel apparaît une croix, en passant par de nombreux monuments en faux gothique ou de type grotte, en pierre meulière, voire imitation rondins, en ciment. La tombe de Sextius Alexandre de Miollis, dignitaire du Premier Empire né à Aix, occupe une position stratégique au centre du cimetière.
Le cimetière Saint-Pierre comporte un grand nombre de monuments commémoratifs :
- Face à l'entrée 
  - Un mémorial de vastes proportions aux Français d'Algérie et aux rapatriés d'Algérie, du Maroc et de Tunisie

- Dans la première allée à gauche en entrant
  - Un monument aux morts représentant la France embrassant un soldat mourant

- Le long du mur est en partie nord (donc à droite en entrant)
  - Un mémorial de vastes dimensions aux Héros de la Résistance et aux Martyrs de la Libération aixoises
  - Un mémorial aux soldats indochinois morts pour la France en 1914-1918 et 1939-1945, avec inscriptions en français, chinois et vietnamien
  - Un mémorial dédié en 1956 par Ceux de Verdun au souvenir de la bataille de Verdun, mémorial contenant de la terre de Douaumont
  - Un mémorial aux morts de guerre d'Afrique du Nord et des Territoires d'Outre-Mer (AFN-TOE), couvrant notamment les conflits l'Indochine et d'Algérie, et en mémoire des veuves et orphelins de ces guerres.

- Au centre du cimetière
  - Un monument des prêtres

- À l'entrée sud
  - Mémorial à ceux qui ont donné leur vie pour l'honneur de la France érigé par la Société nationale du Souvenir français

- Dans la partie juive 
  - Une plaque aux victimes juives connues et inconnues, du fait de la Déportation ou de la Résistance.

## Personnalités inhumées
- Marcel Arnaud (1877-1956),  peintre provençal
- Abbé Henri Bremond (1865-1933), prêtre, académicien, auteur de l'Histoire littéraire du sentiment religieux
- Paul Cézanne (1839-1906), peintre
- Constantin d'Aix (1756-1844), peintre
- Achille Emperaire (1829-1898), peintre provençal
- Marie d'Estienne de Saint-Jean (1848-1941) qui légua son hôtel particulier pour en faire le musée de la ville
- Bruno Étienne (1937-2009), sociologue et politologue franc-maçon
- Hippolyte Ferrat (1822-1882), sculpteur. Il est inhumé avec son frère Charles (1830-1882)
- Comte Auguste de Forbin (1777-1841), peintre, élève de David, directeur du musée du Louvre.
- Jean-Baptiste Gaut (1819-1891), homme de lettres provençal
- Louis Gautier (1855-1947), peintre provençal, élève de Cabanel
- René Génin (1890-1967), acteur
- Louise Germain, née Richier (1874-1939), peintre
- Victor Leydet (1845-1908), homme politique
- François-Auguste Mignet (1796-1884), historien et académicien.
- Darius Milhaud (1892-1974), compositeur, inhumé dans la section juive du cimetière.
- Sextius Alexandre François de Miollis (1759-1828), général de la Révolution française
- Agricol Moureau (1766-1842), le « sans-culotte du Midi »
- Jean Murat (1888-1968), comédien
- Barthélémy Niollon (1849-1927), peintre provençal
- Joseph Ravaisou (1865-1925), peintre provençal
- Henri-Émilien Rousseau (1875-1933), peintre orientaliste
- Ambroise Roux-Alphéran (1776-1858), historien
- Philippe Solari (1840-1906), sculpteur, ami d'Émile Zola
- François Vidal (1832-1911), félibre, ami de Frédéric Mistral
- Joseph Villevieille (1829-1916), peintre officiel de la ville d'Aix, élève d'Horace Vernet
- François Zola (1796-1847), père d'Émile Zola